# Passatge de Madoz
El Passatge de Madoz és un pas per vianants que uneix el carrer de Ferran, a l'alçada del número 10, amb la Plaça Reial.
Consta dels dos extrems coberts per porxades i un tram central a cel obert. Els pòrtics estan constituïts per dues filades de dos pilars de planta rectangular que suporten tres arcs formers sobre impostes, dels que pengen fanals. D'aquestes impostes neixen també els arcs torals que suporten la volta de canó de la porxada.
La zona central, descoberta, compta bàsicament amb portals comercials en planta baixa sobre els que s'obren les finestres dels entresòls dels edificis del voltant. Per sobre s'aixequen tres plantes pis amb obertures formades per balcons que, a ritme regular, recorren totes les façanes seguint els eixos de vertical i horitzontal. Es tracta doncs d'una façana uniforme, de marcat caràcter academicista.

## Història
Des de 1570 la comunitat dels Caputxins estava establerta a Barcelona. Primer van estar a Santa Madrona de Montjuïc, d'on passaren a Sant Gervasi de Cassoles, d'aquí a Sarrià i a Gràcia, per tornar a Santa Madrona el 1616. Destruït el convent per les tropes franco-espanyoles durant el setge de 1714, Felip V d'Espanya indemnitzà la comunitat donant-li l'Hort del Vidre, arran de les muralles de la Rambla.
El 1718 començà a ser construït el nou convent de Santa Madrona, l'església del qual tenia la façana a la Rambla, al lloc on avui comença el Carrer de Ferran i amb claustre que tenia la planta baixa jònica i el pis amb arcs bessons units per un penjant.
El 1822 les Corts lliuraren el convent al municipi constitucionalista, que volgué enderrocar-lo per donar lloc a una plaça dedicada als herois espanyols. Amb aquest fi sortejà els futurs solars i començà l'enderroc del convent. Els canvis polítics de 1825 determinaren la restauració del convent, que fou definitivament enderrocat després de l'exclaustració de 1835.
Va ser aleshores quan es va especular amb la possibilitat de construir-hi un teatre i un parell de galeries envidriades, que si s'haguessin fet haurien estat les primeres d'Europa, anteriors fins i tot a les Vittorio Emanuele de Milà (1865-1877). Finalment, l'any 1848, es va decidir de construir a l'indret una plaça pública, i es va convocar un concurs que establia que la plaça s'havia d'urbanitzar com un recinte tancat.